# Tudu (jezioro)
Tudu (est. Tudu järv) – jezioro w Estonii, w prowincji Virumaa Zachodnia. Jezioro ma 25,7 ha powierzchni i znajduje się na wysokości 80,2 m n.p.m.. Wypływa z niego rzeka Tagajõgi.